# Clovullin
Clovullin (Schots-Gaelisch: Clò Mhuileann) is een dorp in de Schotse lieutenancy Inverness in het raadsgebied Highland ongeveer 1 kilometer ten oosten van Corran.